# 1998-as Superbike-világbajnokság
Az 1998-as Superbike-világbajnokság volt a tizenegyedik szezon a sportág történetében. A március 22-én kezdődő és október 4-én végződő bajnokságot a brit Carl Fogarty nyerte.

## Versenynaptár
|    | Dátum         | Helyszín                | Versenypálya   | 1. verseny győztese | 2. verseny győztese | Beszámoló |
| -- | ------------- | ----------------------- | -------------- | ------------------- | ------------------- | --------- |
| 1  | Március 22.   | Ausztrália              | Phillip Island | Carl Fogarty        | Noriyuki Haga       | Riport    |
| 2  | Április 13.   | Egyesült Királyság      | Donington      | Noriyuki Haga       | Noriyuki Haga       | Riport    |
| 3  | Május 10.     | Olaszország             | Monza          | Colin Edwards       | Colin Edwards       | Riport    |
| 4  | Május 24.     | Spanyolország           | Albacete       | Pierfrancesco Chili | Carl Fogarty        | Riport    |
| 5  | Június 7.     | Németország             | Nürburgring    | Aaron Slight        | Pierfrancesco Chili | Riport    |
| 6  | Június 21.    | San Marino              | Misano         | Aaron Slight        | Aaron Slight        | Riport    |
| 7  | Július 5.     | Dél-afrikai Köztársaság | Kyalami        | Pierfrancesco Chili | Pierfrancesco Chili | Riport    |
| 8  | Július 12.    | USA                     | Laguna Seca    | Troy Corser         | Noriyuki Haga       | Riport    |
| 9  | Augusztus 2.  | Európa                  | Brands Hatch   | Colin Edwards       | Troy Corser         | Report    |
| 10 | Augusztus 30. | Ausztria                | Zeltweg        | Aaron Slight        | Aaron Slight        | Riport    |
| 11 | Szeptember 6. | Hollandia               | Assen          | Pierfrancesco Chili | Carl Fogarty        | Riport    |
| 12 | Október 4.    | Japán                   | Sugo           | Keiichi Kitagawa    | Noriyuki Haga       | Riport    |

## Végeredmény

### Versenyző
|    | Versenyző            | Gyártó   | Pont  | Győzelmek |
| -- | -------------------- | -------- | ----- | --------- |
| 1  | Carl Fogarty         | Ducati   | 351,5 | 3         |
| 2  | Aaron Slight         | Honda    | 347   | 5         |
| 3  | Troy Corser          | Ducati   | 328,5 | 2         |
| 4  | Pierfrancesco Chili  | Ducati   | 293,5 | 5         |
| 5  | Colin Edwards        | Honda    | 277,5 | 3         |
| 6  | Noriyuki Haga        | Yamaha   | 258   | 5         |
|    | Akira Yanagawa       | Kawasaki | 258   | 0         |
| 8  | Jamie Whitham        | Suzuki   | 175   | 0         |
| 9  | Peter Goddard        | Suzuki   | 155   | 0         |
| 10 | Scott Russell        | Yamaha   | 130,5 | 0         |
| 11 | Neil Hodgson         | Kawasaki | 124,5 | 0         |
| 12 | Gregorio Lavilla     | Ducati   | 83,5  | 0         |
| 13 | Piergiorgio Bontempi | Kawasaki | 58    | 0         |
| 14 | Alessandro Gramigni  | Ducati   | 56    | 0         |
| 15 | Igor Jerman          | Kawasaki | 47    | 0         |
| 16 | Keiichi Kitagawa     | Suzuki   | 36    | 1         |
|    | Akira Ryo            | Suzuki   | 36    | 0         |
| 18 | Andreas Meklau       | Ducati   | 31    | 0         |
| 19 | Niall Mackenzie      | Yamaha   | 26    | 0         |
|    | Steve Hislop         | Yamaha   | 26    | 0         |
|    | Lucio Pedercini      | Ducati   | 26    | 0         |
| 22 | Ben Bostrom          | Honda    | 22    | 0         |
| 23 | Mark Willis          | Suzuki   | 17    | 0         |
| 24 | Wataru Yoshikawa     | Yamaha   | 16    | 0         |
| 25 | Udo Mark             | Suzuki   | 13    | 0         |
| 26 | Andrew Stroud        | Kawasaki | 13    | 0         |
| 27 | James Hacking        | Yamaha   | 12    | 0         |
| 28 | Chris Walker         | Kawasaki | 9     | 0         |
|    | Erkka Korpiaho       | Kawasaki | 9     | 0         |
| 30 | Kensuke Haga         | Yamaha   | 8     | 0         |
|    | Shinichi Itoh        | Honda    | 8     | 0         |
|    | Doug Chandler        | Kawasaki | 8     | 0         |
|    | Mario Innamorati     | Kawasaki | 8     | 0         |
| 34 | Shinya Takeishi      | Kawasaki | 7     | 0         |
|    | James Haydon         | Suzuki   | 7     | 0         |
| 36 | Steve Martin         | Ducati   | 6     | 0         |
| 37 | Jean-Marc Delétang   | Yamaha   | 5     | 0         |
|    | Sean Emmett          | Ducati   | 5     | 0         |
|    | Frédéric Protat      | Ducati   | 5     | 0         |
| 40 | Troy Bayliss         | Ducati   | 4     | 0         |

### Gyártó
|   | Gyártó   | Pont  |
| - | -------- | ----- |
| 1 | Ducati   | 487,5 |
| 2 | Honda    | 416,5 |
| 3 | Yamaha   | 307   |
| 4 | Suzuki   | 252   |
| 5 | Kawasaki | 251   |